# Nick DiChario
Nicholas A. DiChario (* 31. Oktober 1960 in Rochester, New York) ist ein US-amerikanischer Schriftsteller.

## Leben
Nick DiChario studierte am Empire State College in Saratoga Springs. Von ihm geschriebene kurze Theaterstücke wurden im Geva Theatre in Rochester aufgeführt. Buch- und Filmkritiken hat er für die britische Zeitschrift Philosophy Now geschrieben. Er war Inhaber einer Buchhandlung in Honeoye Falls in der Nähe von Rochester und arbeitet seit 2006 als Kommunikationsexperte für die Saint Petersburger Niederlassung der Rochester Firma Paychex. Seit März 2014 unterrichtet er kreatives Schreiben am St. Petersburg College in Saint Petersburg, Florida.

## Veröffentlichungen
Nick DiChario schrieb zwei Romane und mehrere Kurzgeschichten. Diese erschienen unter anderem in den Magazinen Starshore, dem Magazine of Fantasy and Science Fiction, Science Fiction Age, Weird Tales und Realms of Fantasy sowie in Anthologien der Herausgeber Piers Anthony, Algis Budrys, Keith DeCandido, Gardner Dozois, Martin Greenberg, Katharine Kerr, Byron Preiss, Josepha Sherman, Robert Silverberg, Harry Turtledove, Dave Wolverton und vor allem Mike Resnick.
Häufig wurde DiChario für Preise nominiert: Seine Kurzgeschichte The Winterberry wurde 1993 für den Hugo Award, den John W. Campbell Award for Best New Writer in Science Fiction und den World Fantasy Award nominiert, seine Kurzgeschichte Birdie, die er zusammen mit Mike Resnick schrieb, 1995 für den HOMer Award und den Science Fiction Chronicles Reader Poll. Eine weitere Hugo-Nominierung brachte ihm 2000 seine Kurzgeschichte Sarajevo, eine weitere Nominierung für den HOMer Award 2001 seine Kurzgeschichte Flyby Aliens.
Sein erster Roman A Small and Remarkable Life erschien 2006. Er spielt zwischen den Jahren 1845 und 1865 und handelt von Fremdenfeindlichkeit und Intoleranz am Beispiel des Kontaktes eines Außerirdischen und eines Priesters. Der Priester ist nicht in der Lage, den Atheismus des Außerirdischen zu respektieren. DiCharios zweiter Roman Valley of Day-Glo ist eine postapokalyptische Satire über Irokesen und Filmkultur. Beide Romane wurde für den John W. Campbell Memorial Award for Best Science Fiction Novel nominiert.
Eine Übersetzung seines ersten Romans erschien 2010 in Frankreich in der Folio-SF-Reihe des Verlages Éditions Gallimard in einer Übersetzung von Claudine Richetin unter dem Titel La vie secrète et remarquable de Tink Puddah.

### Romane
- A Small and Remarkable Life. Robert J. Sawyer Books, Markham 2006, ISBN 978-0-88995-342-0.
- Valley of Day-Glo. Robert J. Sawyer Books, Markham 2008, ISBN 978-0-88995-410-6.

### Kurzgeschichtensammlung
- mit Mike Resnick: Magic Feathers: The Mike & Nick Show. Obscura Press, Ames 2000, ISBN 978-0-9659569-3-2.